# Gilles Bosquet (aviron)
Pour les articles homonymes, voir Gilles Bosquet et Bosquet (homonymie).
Gilles Bosquet, né le 14 juillet 1974 à Reims, est un rameur français plusieurs fois médaillé aux championnats du monde d'aviron et médaillé d'argent aux Jeux olympiques.
Il a débuté l'aviron en 1986 au club des Régates Rémoises.
Il a été décoré du grade de chevalier de l'Ordre national du Mérite en 1996, par le Président de la République Jacques Chirac et a reçu la médaille d'or de la Jeunesse et des Sports en 2001.

## Distinctions
- Chevalier de l'ordre national du Mérite (1996)
- Médaille de la jeunesse, des sports et de l'engagement associatif, or (2001)

## Jeux olympiques
- 1996 : médaille d'argent (Atlanta)
- 2000 : 7e place (Sydney)

## Championnats du monde d'aviron
- 1992 : médaille d'argent (junior)
- 1993 : médaille de bronze (-23 ans)
- 1994 : médaille d'argent (-23 ans)
- 1997 : médaille d'argent (senior)
- 1998 : médaille d'argent (senior)
- 2001 : champion du monde (senior)